# Marnie Schulenburg
Marnie Schulenburg (Cape Cod (Massachusetts), 21 mei 1984 – Bloomfield (New Jersey), 17 mei 2022) was een Amerikaanse actrice.
Zij overleed vier dagen vóór haar 38e verjaardag aan borstkanker.